# VietJet Air
Vietjet Air je nízkonákladová vietnamská letecká společnost. Vznikla jako druhá soukromá aerolinie po Air Mekong.
Společnost byla založena 25. prosinec 2007 spojením více menších firem. Hlavními letišti jsou Tân Sơn Nhất a Nội Bài.

## Flotila
V březnu 2014 provozovala společnost VietJet Air letadla průměrného stáří 18 let (Airbus A320.